# Palanzano
Palanzano ist eine italienische Gemeinde (comune) mit 1011 Einwohnern (Stand 31. Dezember 2023) in der Provinz Parma in der Emilia-Romagna. Die Gemeinde liegt etwa 42 Kilometer südsüdwestlich von Parma und grenzt unmittelbar an die Provinz Reggio Emilia. Durch die Gemeinde fließt die Cedra.

## Geschichte
1039 wird der Name der Gemeinde erstmals urkundlich erwähnt. 

## Verkehr
Durch die Gemeinde führt die frühere Strada Statale 655 Massese (heute die Provinzstraße 655R) von Parma nach Aulla. 

## Persönlichkeiten
- Andrea Carlo Ferrari (1850–1921), römisch-katholischer Geistlicher, Erzbischof von Mailand, Seliger der römisch-katholischen Kirche